# Мунзингер, Вернер
Вернер Мунцингер (21 апреля 1832, Ольтен — 14 ноября 1875, Авса) — швейцарский лингвист, путешественник, колониальный чиновник на английской и французской службе.

## Биография
После изучения естествознания, восточных языков и истории в Берне, Мюнхене и Париже он поехал в Египет в 1852 году и провёл год в Каире, совершенствуя свои познания в арабском языке. Став членом французской торговой компании, он возглавил торговую экспедицию в различные области Красного моря, остановившись в Массауа, где он служил в качестве французского консула.
В 1855 он отправился в Кэрэн, главный город Бого на севере Абиссинии, исследуя этот регион в течение следующих шести лет. В своих дневниках, он, в частности, одним из первых европейцев очень подробно описал быт и жизненный уклад народа билин.
В 1861 году он присоединился к экспедиции фон Хойглина в Центральную Африку, но отделился от неё в ноябре в северной Абиссинии, продолжая самостоятельно путешествовать вдоль Гаша и Атбары в Хартум. Там, заменив Хойглина на посту лидера экспедиции, он отправился в 1862 году в Кордофан, потерпев, однако, неудачу в своей попытке достигнуть Дарфура и Вадаи.
После недолгого пребывания в Европе в 1863 году Мунцингер возвратился в северные и северо-восточные пограничные области Абиссинии и в 1865 году, во время аннексии Массауа Египтом, был назначен британским консулом в этом городе. Он оказал ценную помощь абиссинской экспедиции англичан 1867—1868 годов, исследуя почти неизвестную в то время страну афаров. В знак признания его услуг он получил награду от британского правительства. В 1868 году его назначили французским консулом в Массауа, а в 1871 году хедив Исмаил назначил его губернатором этого города с титулом бея. В 1870 году вместе с капитаном Майлзом Мунцингер посетил Южную Аравию. Будучи губернатором Массауа, он захватил для Египта области Богоса и Хамасена в северной Абиссинии и в 1872 году был назначен пашой и генерал-губернатором восточного Судана. 
Считается, что именно по его совету Исмаил санкционировал абиссинскую кампанию, однако когда война приняла большие масштабы в 1875 году, командование египетскими войсками в северной Абиссинии было отнято у Мунцингера, который был вместо этого назначен командовать небольшой экспедицией, целью которой было наладить связи с Менелеком, королём Шоа, находившимся в конфликте с негусом Йоханнысом и бывшим потенциальным союзником Египта. Оставив Таджурский залив 27 октября 1875 года, Мунцингер выступил к Анкоберу с отрядом в 350 солдат, сопровождаемый посланником от Менелека. Пустынные земли, пересекаемые ими, были под контролем враждебных племён, и по достижении озера Осса экспедиция подверглась ночному нападению воинов галла, в ходе которого Мунцингер вместе с его женой и почти всеми его людьми был убит.